# Allada
Al(l)ada oder Ardres (frz.) ist eine Stadt in Benin und war früher auch die Hauptstadt des gleichnamigen Königreichs der Fon, das um 1440 von Menschen aus Tado gegründet wurde.
Der erste König sowie ein Großteil der Bevölkerung waren Adja, sodass früh mit den „Brüdern“ von Sahé ein Bündnis abgeschlossen wurde. Doch bereits der zweite oder dritte Regent war ein Fon.

## Geschichte

### Ereignisgeschichte
Um 1610 wurde die Fon-Herrscherdynastie abgesetzt und Hunungungu aus der Adja-Dynastie von Ardra wurde eingesetzt. Ab ungefähr 1615 wanderten einige Fon aus und gründeten die Stadt Abomey mit dem Königreich Dahomey. Bei den Auswanderern erhielt sich die Erinnerung durch das Totenfest „Reise nach Allada“ - somit wurde der Tod als spirituelle Rückkehr in das Land der Ahnen gesehen (siehe Beschreibung bei König Houessou Akaba).
Im März 1724 wurde das Reich von König Dossou Agadja von Dahomey erobert. König Tegbesu von Dahomey setzte 1734 einen ihm lehenspflichtigen Fürsten ein, dessen Titel und Amt sich in der männlichen Linie vererbte. Diese Dynastie starb um 1780 aus und stattdessen wurde ein Nachfahre der ursprünglichen Königsdynastie von Alada eingesetzt.
Am 4. Februar 1894 befreiten französische Truppen im Kampf gegen Dahomey das Fürstentum, das sich nun wieder als unabhängiges Königreich bezeichnen durfte. 1909 wurde dieses Königreich von Frankreich annektiert und der König und seine Nachfahren wurden „chef supérieur“.

### Liste der Könige von Allada

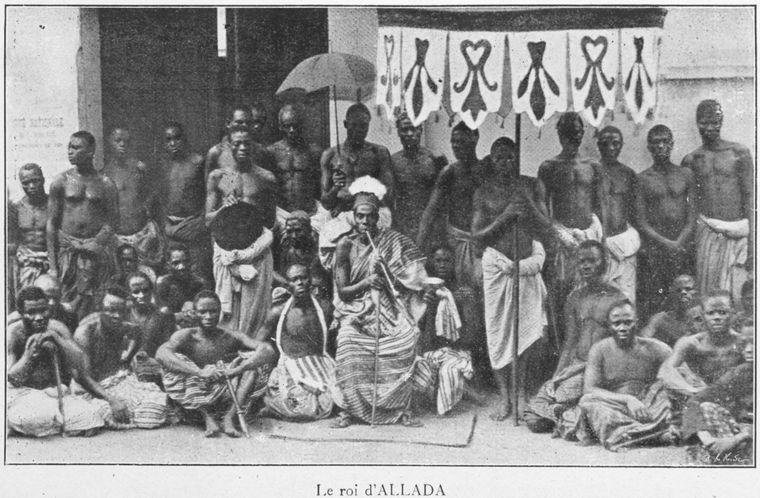
König von Allada im Jahr 1900

- König Aholuho von den Adja um 1440
- König De Nufion um 1445
- König Dassu um 1458
- König Dassa um 1470
- König Adjakpa um 1475
- König Yessu um 1490
- König Azoton um 1495
- König Yessu um 1498
- König Akonde um 1510
- König Amamu um 1520
- König Agagnon um 1530
- König Agbangba um 1540
- König Hueze um 1550
- König Agbande um 1560
- König Kin-Ha um 1580
- König Mindji um 1585
- König Akoli ABT 1587 - ABT 1590
- König Kopon von den Fon (erster historisch belegter Regent) ABT 1590 - ABT 1610
- König Hunungungu von den Adja aus Ardra um ABT 1610
- König Te-Agdanlin ab ABT 1620
- König(e) unbekannt
- König Lamadje Pokonu ABT 16?? - ABT 1660
- König Tezifon ABT 1660 - unbekannt
- König gBagwe Regierungszeiten unbekannt
- König dAdjara unbekannt bis März 1724
- März 1724 bis 1734 ist das Land direkt dem König von Dahomey unterstellt
- 1734 bis 1742 Fürstentum, das dem Königreich Dahomey unterstellt ist.
- Fürst Mijo 1742 - unbekannt
- (Fürsten mit unbekannten Regierungszeiten)
- Fürst Ajahuton, Nachfahre von König Aholuho ABT 1780 - 1792 (?)
- Fürst Ganhwa 1792 (?) - 1842 (?) abgesetzt
- Fürst(en?) (unbekannt) 1842 (?) - 1845
- Fürst Deka von Allada 1845 - unbekannt
- Fürst Ganhwa (unbekannte Regierungszeiten)
- Fürst(en?) (unbekannte Regierungszeiten)
- Fürst Ganji Sindje Ajahutonon-Kpevi 1842 - 1879
- Fürst Gi-gla No-Don Gbé-non Mau 1879 - 4. Februar 1894
- König Gi-gla Gunhu-Hugnon 4. Februar 1894 - ABT 1898
- König Djihento ABT 1898 - 1909
- Djihento, chef supérieur 1909 - 15. Dezember 1923
- Kanfon, chef supérieur 1923 - 1954
- Gi-gla II., chef supérieur 1954 - ABT 1990
- König in Benin in traditioneller Abstammung Kpodégbé Djigla ab 2. Dezember 1992

## Verkehr
Allada hat einen Bahnhof an der Bahnstrecke Cotonou–Parakou, die allerdings – wie das gesamte Eisenbahnnetz des Landes – seit 2019 ohne Verkehr ist.